# Nikolai Krylenko
Nikolai Krylenko (em russo: Никола́й Васи́льевич Крыле́нко; Bekhteevo, 2 de maio de 1885 — Moscou, 29 de julho de 1938), foi um velho bolchevique e político soviético. Exerceu uma variedade de cargos no aparato estatal soviético, chegando a ser Comissário do Povo para a Justiça da União Soviética e procurador geral da República Socialista Federativa Soviética da Rússia. Foi um importante dirigente desportivo, responsável pela promoção do apoio estatal ao xadrez na União Soviética.
Krylenko foi um expoente do direito socialista e da teoria de que as condições sociais concretas deveriam orientar o direito penal, com cada caso devendo ser julgado de forma isolada, evitando-se os "conceitos da jurisprudência burguesa".. Embora tenha participado como promotor em alguns dos Julgamentos de Moscou, Krylenko foi posteriormente vítima do Grande Expurgo stalinista da década de 1930. Após interrogatório da NKVD, Krylenko "confessou" seu extenso envolvimento em atos de sabotagem e propaganda anti-soviética. Após um julgamento de 20 minutos, ele foi condenado à morte pelo Colégio Militar da Suprema Corte Soviética e executado logo em seguida.

## Biografia

### Antes da Revolução
Krylenko nasceu em Bekhteevo, um pequeno município do Oblast de Smolensk, o mais velho de seis irmãos, era filho de um revolucionário Narodnki russo.
O jovem Krylenko juntou-se à ala Bolchevique do Partido Operário Social-Democrata Russo (POSDR) em 1904, quando era estudante de história e literatura na Universidade de São Petersburgo, onde era conhecido por seus companheiros como camarada Abram. Foi membro do Soviete de São Petersburgo durante a Revolução de 1905 e membro do Comitê do Partido Bolchevique de São Petersburgo. Krylenko teve que deixar a Rússia em junho de 1906, mas regressou ainda naquele ano. Preso pela polícia secreta czarista em 1907, foi libertado por falta de provas, embora logo tenha sido deportado sem julgamento para Lublin.
Krylenko retornou a São Petersburgo em 1909, finalizando seu curso universitário. Ele deixou o POSDR por um breve período em 1911, embora logo tenha retornado ao partido.Foi convocado para o Exército Imperial Russo em 1912 e promovido a segundo-tenente, antes de ser dispensado em 1913. Depois de servir como editor-assistente do Pravda e ligação entre o partido e o grupo parlamentar bolchevique na Duma por alguns meses, Krylenko foi novamente preso em 1913 e deportado para a Carcóvia, onde se formou em direito. No início de 1914, Krylenko soube que poderia ser preso novamente e se exilou na Áustria. Quando a Primeira Guerra Mundial estourou, em agosto de 1914, ele se mudou para a neutra Suíça. Em novembro de 1915, Lenin enviou Krylenko de volta à Rússia para ajudar a reconstruir a organização bolchevique, então na clandestinidade. Em novembro de 1915, ele foi preso em Moscou como desertor e, após vários meses na prisão, enviado para a Frente Sudoeste em abril de 1916.

### Revolução de 1917
Após a Revolução de Fevereiro de 1917 e a introdução de comitês eleitos nas forças armadas russas, Krylenko foi eleito presidente do comitê de seu regimento e da sua divisão. Em abril,. ele foi eleito presidente do comitê do 11º Exército. Após o retorno de Lenin à Rússia em abril de 1917, Krylenko adotou a nova política bolchevique, que defendia uma oposição irreconciliável com o Governo Provisório. Consequentemente, ele teve que renunciar ao cargo no comitê em 26 de maio, por falta de apoio entre os membros não bolcheviques do Exército.
Em junho de 1917, Krylenko foi nomeado membro da Organização Militar Bolchevique e foi eleito delegado ao Primeiro Congresso dos Sovietes da Rússia, onde foi eleito membro do Comitê Executivo Central de Todas as Rússias, pele ala bolchevique. Em julho, Krylenko deixou Petrogrado para ajudar o quartel-general do Alto Comando do Exército em Mahilou, mas ali acabou preso pelo Governo Provisório, devido à repressão contra os bolcheviques desencadeada após as Jornadas de Julho, e enviado para o cárcere em Petrogrado. Foi libertado em meados de setembro, após a tentativa de golpe do general Kornilov.
Krylenko participou ativamente da preparação da Revolução de Outubro em Petrogrado, como recém-nomeado presidente do Congresso dos Sovietes da Região Norte e líder do Comitê Revolucionário Militar de Petrogrado. Dez dias antes da insurreição, ele informou ao Comitê Central do Partido Bolchevique que a guarnição militar de Petrogrado apoiaria os bolcheviques. Durante a tomada do poder pelos bolcheviques, Krylenko foi um dos líderes da insurreição junto com Leon Trótski, Adolf Joffe e Vladimir Antónov-Ovséyenko, entre outros.

### Líder do Exército Vermelho
No Segundo Congresso dos Soviéticos da Rússia, em 8 de novembro de 1917, Krylenko foi nomeado Comissário do Povo (ministro) e membro do triunvirato (junto com Pavel Dibenko e Nikolai Podvoiski) responsável pelos assuntos militares. No início de novembro, logo após a tomada do poder, Krylenko ajudou Leon Trótski a derrotar a tentativa de retomar Petrogrado feita por grupos leais ao Governo Provisório (liderados por Alexander Kerensky e o general Peter Krasnov)..
Após a recusa do Comandante em Chefe (e Chefe do Estado-Maior), General Nikolai Dujonin, de abrir negociações de paz com os alemães, Krylenko foi nomeado para substituí-lo em 9 de novembro de 1917. As conversas sobre um armísticio com os alemães se iniciaram em 12 de novembro. Krylenko chegou ao quartel-general do Alto Comando em Mahilou em 20 de novembro e prendeu o general Dujonin, que foi morto pelos Guardas Vermelhos por ordem de Krylenko. Em janeiro de 1918, foi um dos responsáveis, sob a liderança de Trótski, de construir o Exército Vermelho.
Krylenko foi um apoiador ativo da política de democratização do exército russo, incluindo a abolição da subordinação e hierarquia, a eleição de oficiais pelos soldados e o uso de propaganda para conquistar unidades inimigas. Embora o Exército Vermelho tenha obtido vários sucessos, no início de 1918, contra pequenos destacamentos anti-bolcheviques, sua organização se mostrou insatisfatória quando as forças soviéticas foram derrotadas na Operação Faustschlag, lançada pelo Exército Alemão no final de fevereiro de 1918, após a interrupção das negociações de paz de Brest-Litovsk.
Após a derrota militar, Trótski defendeu a formação de um conselho militar de ex-generais russos para funcionar como um órgão consultivo do Exército Vermelho. Lenin e o Comitê Central do Partido Bolchevique concordaram em criar o Conselho Militar Supremo em março de 1918. Para sua liderança, foi escolhido o ex-chefe do Estado-Maior do Exército Imperial, Mikhail Bonch-Bruyevich. Toda a liderança bolchevique do Exército Vermelho, incluindo o Comissário do Povo para a Defesa, Nikolai Podvoisky, e Krylenko, protestaram contra a criação desse Conselho Militar, e renunciou ao seus postos. O cargo de Comandante em Chefe foi formalmente abolido pelo governo soviético em 13 de março e Krylenko foi transferido para o Colégio do Comissariado do Povo para a Justiça.

### Carreira jurídica
Entre maio de 1918 a 1922, Krylenko foi presidente do Tribunal Revolucionário do Comitê Executivo Central de toda a Rússia e, simultaneamente, membro do Colégio de Promotores do Tribunal Revolucionário.
Em maio de 1918, Leon Trótski ordenou que o almirante da marinha soviética Alexei Shchastny fosse levado a julgamento por ter se recusado a afundar a Frota do Báltico. Depois de um julgamento organizado por Krylenko, o juiz presidente, Karklin, sentenciou o almirante a "Ser fuzilado em vinte e quatro horas". Os participantes reagiram com consternação quando Lenin aboliu a pena de morte em 28 de outubro de 1917. Krylenko disse aos presentes: "Com o que vocês estão preocupados? As execuções foram abolidas. Mas Shchastny não está sendo executado; ele está sendo baleado". A sentença foi executada logo depois.
No início de 1919, Krylenko esteve envolvido em uma disputa com a Tcheka e foi fundamental para acabar com a execução de pessoas sem julgamento; Em 1922, Krylenko foi nomeado Comissário Adjunto da Justiça para o Povo e procurador adjunto do Procurador-Geral da República Socialista Federativa Soviética da Rússia, posição em que atuou como promotor-chefe nos julgamentos de Moscou na década de 1920.

### O julgamento da hierarquia católica de Petrogrado
Em 1923, Krylenko atuou como promotor nos julgamentos contra a hierarquia da Igreja Católica em Petrogado Os réus incluíam o arcebispo Jan Cieplak, monsenhor Konstanty Budkiewicz e o beato Leonid Fyodorov.
De acordo com o correspondente do jornal estadunidense New York Herald Francis MacCullagh:
"Krylenko, que começou a falar às 18:10, foi bastante moderado no início, mas rapidamente passou a atacar a religião em geral e a Igreja Católica em particular. 'A Igreja Católica', declarou ele, 'sempre explorou as classes trabalhadoras'. Quando exigiu a morte do arcebispo, afirmou: 'Toda a duplicidade jesuíta com a qual você se defendeu não o salvará da pena de morte. Nem o Papa nem o Vaticano podem salvá-lo agora'. Em seu longo discurso, o promotor vermelho labutou em uma fúria de ódio anti-religioso. 'Sua religião', ele gritou, 'eu cuspo nela, como faço em todas as religiões - ortodoxa, judia, muçulmana e o resto.' Não há mais lei aqui do que a lei soviética', gritou ele em outra ocasião, 'e por essa lei você deve morrer'."
Tanto o arcebispo Cieplak quanto o monsenhor Budkiewicz foram condenados à morte. Os outros quinze réus foram condenados a longas penas no campo de trabalho de Solovkí.

### Comissário de Justiça para o Povo
Em 1931, Krylenko foi nomeado Comissário do Povo (ministro) para a Justiça e Procurador-Geral da República Socialista Federativa Soviética da Rússia, no exercício do qual atuou como promotor-chefe nos Julgamentos realizados em Moscou durante os anos 1920 e início dos anos 1930, sendo amplamente identificado como a face pública do sistema judicial soviético. Em 1931, foi substituído no cargo de procurador-geral por Andrey Vishinsky. Em 1933, foi condecorado com a Ordem de Lenin. Entre 1927 e 1934, Krylenko foi membro da Comissão de Controle Central do Partido Comunista da União Soviética.

### Dirigente desportivo e o apoio ao xadrez
Na década de 1930, Krylenko chefiou as associações soviéticas de xadrez, damas e alpinismo. Ele foi um dos pioneiros a escalar a cordilheira Pamir, bem como em expedições aos Pamirs Orientais em 1931 e ao Pico Lenin em 1934. Krylenko usou suas posições para cumprir a linha stalinista de politização de todas as áreas da vida pública, o que incluiu o massivo apoio estatal ao jogo de xadrez:
"Devemos, de uma vez por todas, acabar com a neutralidade do xadrez. Devemos condenar de uma vez por todas a fórmula 'o xadrez pelo xadrez', assim como a fórmula 'a arte pela arte'. Devemos organizar grupos de jogadores de xadrez e começar a realização imediata de um Plano Quinquenal para o xadrez."
De acordo com o Grande Mestre britânico Daniel King, o trabalho de Krylenko promovendo o xadrez foi uma extensão de seu papel nas campanhas anti-religiosas soviéticas; "Os motivos dos bolcheviques para promover o xadrez eram ideológicos e políticos. Eles esperavam que esse jogo lógico e racional pudesse afastar as massas da crença na Igreja Ortodoxa Russa; mas também queriam provar a superioridade intelectual do povo soviético sobre o nações capitalistas".
Krylenko deu origem a uma ampla expansão do xadrez na União Soviética, organizando torneios, difundindo a criação de associações e patrocinando o ensino do jogo por todo o país. Em 1935, Krylenko convidou o ex-campeão mundial de xadrez Emanuel Lasker para se mudar para a União Soviética, onde se estabeleceu até 1937. O resultado dessa política foi o amplo domínio soviético no cenário mundial do esporte, produzindo uma série de Campeões Mundiais de Xadrez, incluindo Mikhail Botvinnik, Vasily Smyslov, Mikhail Tal, Tigran Petrosian, Boris Spassky, Anatoly Karpov e Garry Kasparov.

### Teórico do sistema judicial soviético
Durante as décadas de 1920 e 1930, Krylenko escreveu dezenas de livros e artigos em apoio à teoria de que, sob o sistema da "legalidade socialista", as considerações sociais, não as estreitamente criminais, deveriam desempenhar um papel decisivo para decidir sobre questões de culpa, inocência e punição. Krylenko compartilhava das visões do teórico marxista do direito Evgeni Pachukani.
Depois de semanas de tortura pela GPU, Mikhail Yakubovich, réu em um dos julgamentos de Moscou, descreveu seu encontro com Krylenko para discutir seu julgamento iminente:
"Oferecendo-me um assento, Krylenko disse: 'Não tenho dúvidas de que você, pessoalmente, não é culpado de nada. Ambos estamos cumprindo nosso dever para com o Partido; considero você um comunista. Serei o promotor no julgamento e você confirmará o depoimento prestado durante a investigação. Este é nosso dever para com a Partido, o seu e o meu. Podem surgir complicações imprevistas no julgamento. Conto com você. Se for necessário, pedirei ao juiz presidente que o chame. E você encontrará as palavras certas.'"
Krylenko promoveu seus pontos de vista sobre a "legalidade socialista" na elaboração de dois rascunhos do código penal soviético, um em 1930 e outro em 1934. Dois teóricos soviéticos se opuseram à visão de Krylenko, incluindo o procurador-geral Andrey Vishinsky. que argumentou que a definição imprecisa que Krylenko tinha sobre o significado dos crimes  e sua recusa em definir os termos das penas, introduziam instabilidade e arbitrariedade jurídicas e que eram, portanto, contrários aos interesses do Estado soviético. O debate continuou até 1935 e ficou inconcluso.
Em 1936, Krylenko justificou a inclusão de uma lei contra a homossexualidade masculina no código penal soviético de 1934 como uma medida dirigida contra atividades subversivas: Isso contrariava os primeiros anos da Revolução, quando sob a liderança direta de Lenin, a Rússia foi um dos primeiros países do mundo a descriminalizar a homossexualidade.

### Remoção do poder e execução
Krylenko foi promovido ao posto de Comissário do Povo para a Justiça em 20 de julho de 1936 e não foi diretamente afetado pela primeira onda do Grande Expurgo stalinista de 1935 a 1937. Mas foi Vishinsky, e não Krylenko, quem protagonizou os primeiros dois julgamentos de Velhos Bolcheviques em Moscou, em agosto de 1936 e janeiro de 1937. O teórico marxista Evgeni Pachukanis, aliado de Krylenko, foi submetido a severas críticas no final de 1936 e preso em janeiro 1937, sendo executado em setembro daquele ano. Logo após a prisão de Pachukanis, Krylenko foi forçado a "admitir seus erros" publicamente e admitir que Vishinsky e seus aliados estavam certos o tempo todo.
Na primeira sessão do Soviete Supremo,  em janeiro de 1938, Krylenko duramente atacado por um apoiador de Josef Stalin, Mir Jafar Baghirov, primeiro secretário do Partido Comunista do Azerbaijão: O ataque a Krylenko foi endossado por Viacheslav Molotov e ele foi afastado de seu cargo de Comissário do Povo para  Justiça em 19 de janeiro de 1938. Depois de entregar a comissária a seu sucessor, Nikolai Ryshkov, Krylenko viajou para sua dacha nos arredores de Moscou com sua família. Na tarde de 31 de janeiro de 1938, ele recebeu um telefonema de Stalin o tranquilizando, dizendo: "Não fique triste. Nós confiamos em você. Continue fazendo o trabalho que lhe foi designado para fazer no novo código legal." Essa ligação acalmou Krylenko. No entanto, naquela mesma tarde, sua casa foi cercada por um esquadrão do NKVD e ele e integrantes de sua família foram presos.
Após três dias em uma prisão, Krylenko "confessou" que tinha sido um sabotador desde 1930. Em 3 de abril, ele fez uma nova "confissão", explicando que tinha sido inimigo de Lenin mesmo antes da Revolução de 1917. No último interrogatório em 28 de junho de 1938, ele "confessou" que recrutou trinta funcionários da Comissária de Justiça para sua organização anti-soviética.
Krylenko foi julgado pelo Colégio Militar da Suprema Corte da URSS em 29 de julho de 1938. O julgamento durou vinte minutos, tempo suficiente para Krylenko se retratar de suas "confissões" .Ele foi considerado culpado, condenado à morte, e logo depois executado.

### Após sua morte
O oficial da NKVD que interrogou Krylenko, um certo Kogan (provavelmente o capitão Lazar V. Kogan), que também interrogou Nicolai Bukharin e Guenrikh Yagoda, foi, por sua vez, executado em 1939 por "atividade anti-soviética".
A ex-mulher de Krylenko e também Velha bolchevique Elena Rozmirovich sobreviveu aos expurgos, mantendo-se como uma discreta funcionária do Partido.
Sua irmã Elena Krylenko trabalhou para Maxim Litvinov no Ministério de Relações Exteriores (embora ela nunca tenha sido membro do Partido); em 1924, ela decidiu deixar a Rússia com o escritor americano Max Eastman (que estava na Rússia há quase dois anos, pesquisando e escrevendo sobre a vida de Trótski). Para permitir que ela partisse, Litvinov concordou em integrá-la como membro de sua delegação quando viajou a Londres para uma conferência internacional. Mas ela não podia desertar e permanecer em um país estrangeiro sem um passaporte. Então, horas antes da partida do trem, ela e Max Eastman se casaram. Os dois ainda eram casados e moravam nos Estados Unidos quando ela morreu em 1956.
A condenação de Krylenko foi uma das primeiras anuladas pelo Estado Soviético em 1955, durante o "degelo" no governo de Nikita Khrushchov, revertendo várias medidas do período stalinista. No final dos anos 1980, durante o governo de Mikhail Gorbatchov, centenas de condenados nos processos de Moscou, incluídos os que Krylenko trabalhou, tiveram suas condenações anuladas pela Suprema Corte da União Soviética.